# Kevin Systrom
Kevin Systrom (ur. 30 grudnia 1983 w Holliston) – amerykański informatyk, współzałożyciel portalu Instagram. W 2025 roku jego majątek wynosił ok. 3,2 mld dolarów.

## Życiorys
W 2006 roku ukończył studia na Uniwersytecie Stanforda. Odbywał staż w Odeo, następnie był związany z przedsiębiorstwami Google oraz Nextshop. Wspólnie z Mikiem Kriegerem założył portal Burbn. 6 października 2010 roku portal zmienił nazwę na Instagram, a w 2012 roku został sprzedany Facebookowi. Z Instagramem Systrom związany był do 2018 roku.
W 2014 roku został członkiem zarządu przedsiębiorstwa Walmart.

## Życie prywatne
Ma siostrę. Zamieszkał z narzeczoną w San Francisco.